# Singularzulassung
Als Singularzulassung bezeichnet man im deutschen Recht die Zulassung eines Rechtsanwalts zur Vertretung allein an einem bestimmten Gericht. Im Unterschied dazu gilt eine Simultanzulassung für eine Vielzahl von Gerichten, an denen der Rechtsanwalt als solcher auftreten darf. 

## Geschichte
Die Singularzulassung der Rechtsanwälte an den Oberlandesgerichten einiger Bundesländer wurde im Jahr 2000 vom Bundesverfassungsgericht für verfassungswidrig erklärt und besteht seitdem nicht mehr.
Eine Singularzulassung besteht heute nur noch für die Rechtsanwälte am Bundesgerichtshof in Zivilsachen (außer Patent-Nichtigkeitsverfahren). Im Übrigen sind Rechtsanwälte seit der Abschaffung des Lokalisierungsgebotes im Jahr 2007 vom ersten Tag ihrer Zulassung an bundesweit vor jedem Gericht postulationsfähig. Am Bundesgerichtshof waren im Januar 2022 dreißig Rechtsanwälte zugelassen. Die Parteien eines Zivilrechtsstreits müssen sich vor dem Bundesgerichtshof von einem dieser Rechtsanwälte vertreten lassen, § 78 ZPO. 
Die am Bundesgerichtshof zugelassenen Rechtsanwälte dürfen daneben nur vor den anderen obersten Gerichtshöfen des Bundes, dem Gemeinsamen Senat der obersten Gerichtshöfe und dem Bundesverfassungsgericht sowie in dem Verfahren vor dem ersuchten Richter auch vor jedem anderen Gericht auftreten, sofern das Ersuchen von einem der genannten Gerichte ausgeht, § 172 BRAO.

## Beispiel
Eine Anhörungsrüge ist unzulässig, wenn der Beschwerdeführer in einer Zivilsache beim BGH sie selbst, also ohne Einschaltung eines beim BGH zugelassenen Rechtsanwalts, erhebt.

## Kritik
Die Singularzulassung von Rechtsanwälten wird kritisiert, weil sie einen ungerechtfertigten Eingriff in die Berufsfreiheit (Art. 12 Grundgesetz) darstelle. Außerdem sei das Auswahlverfahren intransparent.